# 차재환
차재환(車在煥, 1982년 ~ )는 대한민국 KBS부산방송총국의 아나운서이다.

## 학력
- 고려대학교 사범대학 체육교육학 학사

## 경력
- 2010년 ~ 2013년 : KBS부산방송총국 아나운서
- 2014년 ~ 2016년 : KBS창원방송총국 아나운서
- 2017년 ~ : KBS 부산방송총국 아나운서

## 방송진행
- 아침마당 부산 (KBS부산총국)
- KBS 뉴스광장 부산 (KBS부산총국)
- 부산의 오늘

## 과거 진행
- KBS 뉴스광장 경남 (KBS창원총국)
- KBS 930 뉴스 경남 (KBS창원총국)
- 열려라 동요세상 (KBS창원총국)
- KBS창원1라디오 생방송 경남 1부 (KBS창원총국)
- 숫자로 읽는 부산, 넘버쇼 (KBS부산총국)
- 생생투데이 사람과 세상 (KBS창원총국, KBS부산총국)
- KBS 뉴스 7 부산 (KBS부산총국)
- KBS 뉴스 9 부산 (KBS부산총국)
- 7시 오늘 부산 (KBS부산총국)
- KBS 뉴스 7 부산 (KBS부산총국)